# 오수비
오수비(吳秀妃, 본명:오은주. 1960년 8월 11일 ~ )는 대한민국의 영화배우이며 대구광역시 출생이다.

## 생애
동대구초등학교 - 경명여자중학교 - 대구남산여자고등학교 - 경희대학교를 졸업했다. 1981년 미스코리아 서울 대표. 1996년 영화 립스틱 짙게 바르고  이후 미국으로 건너가 미용 사업으로 성공했다.

## 출연작품

### 영화
- 1972년 나와 나
- 1984년 애마부인 2
- 1984년 훔친 사과가 맛이 있다
- 1985년 깊은산속 옹달샘
- 1985년 초야에 타는 강
- 1985년 여자여자
- 1985년 부나비는 황혼이 슬프다
- 1985년 서울에서 마지막 탱고
- 1986년 엘리베이터 올라타기
- 1986년 벽과 벽 사이
- 1986년 유혹시대
- 1996년 립스틱 짙게 바르고

### 드라마
- MBC 베스트셀러극장 - 늦은 귀로 (MBC)

## 수상
- 1984년 제8회 황금촬영상 신인상